# Skriget fra Djævlekløften
Skriget fra Djævlekløften er en dansk stumfilm fra 1917, der er instrueret af Alexander Christian efter manuskript af Valdemar Andersen og Robert Hansen.

## Handling
Denne artikel mangler et handlingsreferat. Hjælp os med at skrive det.

## Medvirkende
- Philip Bech - Knud Lauge, godsejer
- Ellen Rassow - Ellen Lange, godsejerens hustru
- Anker Kreutz - Einar Parlow, godsejerens fætter
- Alf Blütecher - Aage Hviid, sagførerfuldmægtig
- Johanne Fritz-Petersen - Agnete Holst, skovfogeddatteren
- Alfred Møller
- Peter Jørgensen